# Хойбнер, Иоганн Отто
Иоганн Отто Хойбнер (Гейбнер; 21 января 1843, Мюльтроф — 17 октября 1926, Лошвиц) — германский детский врач, терапевт и педиатр, преподаватель, научный писатель, общественный деятель. Считается одним из основателей педиатрии в Германии как научной и учебной дисциплины.

## Биография
Родился в Верхней Саксонии, был сыном известного политика и юриста Отто Леонарда Хойбнера, вырос во Фрайбурге и Гримме. В 1961—1866 годах изучал медицину в Лейпцигском университете, успешно завершив обучение, после чего отправился в Прагу и Вену, где дополнительно изучал диагностику внутренних и кожных болезней и сифилиса. С 1867 года работал практикующим врачом в больнице Якоба в Лейпциге, в 1868 году защитил габилитационную диссертацию. С 1873 года был экстраординарным профессором по внутренним болезням в Лейпцигском университете, в 1876 году женился и тогда же возглавил районную поликлинику в Лейпциге, которой руководил до 1891 года. В 1882 году был избран членом академии Леопольдина. В 1891 году возглавил детскую больницу в Лейпциге, где совместно с Эмилем Берингом работал над созданием вакцины против дифтерита.
Активно выступал за создание отдельных кафедр педиатрии в университетах; получив от Лейпцигского университета отказ в ответ на такую просьбу, в 1894 году отправился в Берлин, основав в Берлинском университете кафедру детских болезней. Параллельно вплоть до выхода на пенсию в 1913 году работал в больнице Шарите, внеся большой вклад в снижение детской смертности и улучшение гигиенических условий в больнице. В 1902 году был избран председателем Германского общества врачей. Скончался от инсульта.
Как учёный-медик занимался в первую очередь исследованиями детского менингита, туберкулёза, почечных расстройств, а также вопросами сбалансированного питания детей младшего возраста и искусственного вскармливания младенцев. Является первооткрывателем одного из осложнений при сифилисе — облитерирующего эндартериита сосудов головного мозга, носящего название «синдром Хойбера». Написал большое количество трудов по медицине, из которых наиболее известны «Säuglingsernährung und Säuglingsspitäler» (Берлин, 1897); «Die Behandlung der Verdauungsstörungen im Säuglingsalter» (в «Penzoldt und Stintzig’s Handbuch d. Therapie», Йена, 1894); «Die Syphilis im Kindesalter» (в «Gerhardt’s Handbuch», Тюбинген, 1896) и другие. Кроме того, его перу принадлежит изданный в 1903 году учебник педиатрии, ставший затем на долгие годы базовым пособием по этой дисциплине во всех немецких ВУЗах.